# Soumba Toumany
Soumba Toumany, né selon la tradition vers 1571 à Kita, aujourd'hui au Mali, et mort en 1657 à Dubréka (Guinée), est le chef d'une communauté de chasseurs d'Afrique occidentale, puis le fondateur de la dynastie qui a régné sur le royaume de Dubréka jusque dans les dernières années du XIXe siècle. Descendu avec ses compagnons, des chasseurs de l'ethnie Soussou ou Djallonké, vers la côte guinéenne, il s'installe chez les Bagas, gagne leur confiance, épouse la fille de leur roi et lui succède.

## Biographie
Soumba Toumany est né vers 1571 à Kita, qui se trouve aujourd'hui au Mali. Il appartenait au peuple Dialonké et était un chasseur, notamment chasseur d'éléphants, et guerrier réputé.
Pour des raisons mal définies (conflit avec des communautés voisines ?), il descend vers le sud avec ses compagnons. En plusieurs étapes, il arrive sur le littoral au pays des Bagas. Il rencontre le roi Manga Tombo Ali Sylla qui résidait à Tombolia dans la presqu'île de Kaloum. Il gagne la confiance et le respect des Bagas en les délivrant de la menace des pillards venus du Kabita ou Kabitaye, au nord-ouest. Il reçoit l'autorisation de s'installer avec ses hommes autour de Dubréka. En 1610, le roi lui donne sa fille en mariage et, en 1621, il lui succède. Il reçoit le surnom de Soma (« chef de guerre » en baga) déformé ensuite en Soumah, qui est devenu le nom de famille de ses descendants.
Soumba Toumany eut trois fils : Manga Kanta, qui s'installa sur l'île de Tombo, Manga Sangaré, qui fonda le village qui porte son nom (Sangareya, lequel a donné son nom à la baie de Sangareya, au nord-ouest de la presqu'île de Kaloum) et Manga Demba, qui gouverna Dubréka.
Le village de Toumanya, à l'est de Dubréka, porte son nom. Selon la tradition, il en aurait été le fondateur et il y fut enterré.